# Litfiba Collection
Litfiba Collection è una raccolta non ufficiale (in quanto non autorizzata dalla band) dei Litfiba pubblicata nel 2011 dalla casa discografica Warner Music Italy.

## Tracce
1. El diablo
2. Eroi nel vento
3. Tex
4. Il volo
5. Maudit
6. Amigo
7. Elettrica danza
8. Apapaia
9. Firenze sogna
10. Fata Morgana
11. Il tempo di morire
12. Bambino
13. Re del silenzio
14. Proibito